# Falklands ’82
Falklands '82 (на испанском рынке — Malvinas '82) — стратегическая компьютерная игра в жанре варгейм, разработанная и изданная Personal Software Services для домашних компьютеров ZX Spectrum и Commodore 64 в 1986 году. Это пятая игра серии Strategic Wargames. Действия игры разворачиваются в 1982 году во время Фолклендской войны и последующего британского вторжения на Фолклендские острова. Игрок управляет британской оперативной группой, которая должна либо победить все аргентинские войска на архипелаге, либо повторно захватить каждое поселение.
Также был запланирован выход портированной версии для Amstrad CPC, но он в итоге так и не вышел. На испанский рынок игра была выпущена под названием Malvinas '82 (испанское название Фолклендских островов).

## Игровой процесс

Falklands '82 на Commodore 64. Карта северо-восточных Фолклендских островов. Красные спрайты — позиции Аргентины, коричневые — горы

Falklands '82 — пошаговая стратегия, ориентированная на сухопутные сражения во время Фолклендской войны. Игрок командует британской оперативной группой, воюющей против аргентинских сухопутных войск, которые оккупировали острова. Игра начинается с распределения пятнадцати кораблей Королевского флота, которые необходимо рационально разделить для атаки и обороны. Затем игрок должен выбрать одно из четырёх мест для высадки: Порт-Стэнли, Беркли-Саунд, Ков-Бей и Сан-Карлос-Уотер. Для обеспечения разведданными о движениях аргентинских войск доступны отряды SAS или SBS, однако они ограничены и могут быть развёрнуты только определённое количество раз за игру. Если позволяют погодные условия, то игрок может запросить воздушную поддержку у одного из двух авианосцев: HMS Hermes или HMS Invincible.
Основная задача игрока — либо победить все аргентинские войска на архипелаге, либо захватить и удерживать все десять населённых пунктов на Фолклендских островах одновременно. В зависимости от выбранной сложности, игра длится до 25 или 30 ходов; если каждое поселение не было захвачено или какие-либо аргентинские силы остались на острове до конца последнего хода, игра завершается поражением игрока. Столица Фолклендских островов, Порт-Стэнли, имеет самую высокую концентрацию аргентинских войск и обычно является последним захваченным поселением. В общей сложности существует четыре действия: атака, перемещение, пропуск хода и рекогносцировка. Игра включает в себя систему смены погоды, которая меняется с каждым ходом игрока. Например, шторм временно делает недоступным для вызова подкрепления морских судов, в то время как туман делает недоступными военно-морские и воздушные силы.
По ходу игры происходят аргентинские авиаудары, цель которых — потопить отправленные на оборону корабли Королевского флота. Кроме того, аргентинские ВВС периодически бомбят и уничтожают британские войска на земле, которые представлены в виде анимированных спрайтов на карте. На карте также отображаются сведения о местности, включая реки и горы. Если войска расположены на вершине горы, они получат оборонительный бонус, однако из-за крутого рельефа, они будут двигаться медленнее. Если игрок отправляет отряд в зону, контролируемую врагом, то ход сразу же закончится, оставив отправленный отряд уязвимым для атаки врагом.

## Рецензии
| Иноязычные издания | Иноязычные издания |
| Издание            | Оценка             |
| ------------------ | ------------------ |
| Your Sinclair      | 8/10               |
| Sinclair User      | [ 7 ]              |
| Zzap!64            | 34 %               |

В интервью журналу Your Computer Ричард Кокейн заявил, что и Theatre Europe, и Falklands '82 подверглись серьёзной критике из-за развернувшейся в 1980-х годах кампании за ядерное разоружение. Редактор The Sunday Press предположил, что Falklands '82 получила некоторые отрицательные отзывы потому, что в игре есть возможность победы Аргентины. Это косвенно подтверждается отзывом газеты The Sun, которая раскритиковала игру за включение сценария, при котором Аргентина может победить; Кокейн в ответ утверждал, что видеоигры его компании не тривиализируют войну. В основном же отзывы критиков были положительными. Рейчел Смит из Your Sinclair похвалила геймплей игры, заявив, что он «идеален», однако отметила, что время от времени он «раздражающе медленный». Шон Мастерсон из Crash раскритиковал геймплей, заявив, что он не может «бросить серьёзный вызов» и не даёт игроку право выбора, например, игра не позволяет планировать тактические воздушные удары. Редактор Sinclair User похвалил игру, заявив, что геймплей «быстрый» и имеет «приятные моменты» для начинающих в жанре игроков в жанре пошаговой стратегии. Он саркастически заметил, что отсутствие возможности играть за Аргентину поможет улучшить англо-аргентинские отношения. Рецензент от Zzap!64 критиковал отсутствие подлинности и стратегии в игре, заявив, что предыдущие игры разработчика вызывали больше доверия, если игрок «играл в них с закрытыми глазами».
Рецензент из ZX Computing похвалил графику и детали карты, но предположил, что «хардкорные» геймеры не будут заинтересованы в графических достижениях игры. Рецензент из Computer Gamer похвалил Falklands '82 за её простоту. В 1994 году американский журнал Computer Gaming World присвоил одну из пяти звёзд.
В обзоре Rock, Paper, Shotgun Тим Стоун высоко оценил качество реализации варгейма; при этом отсутствие возможности играть на аргентинской стороне показалось ему скорее минусом. Издание пришло к выводу, что игра имела «особое значение» в то время и была «неоспоримо качественна».